# Ciudad académica internacional de Dubái

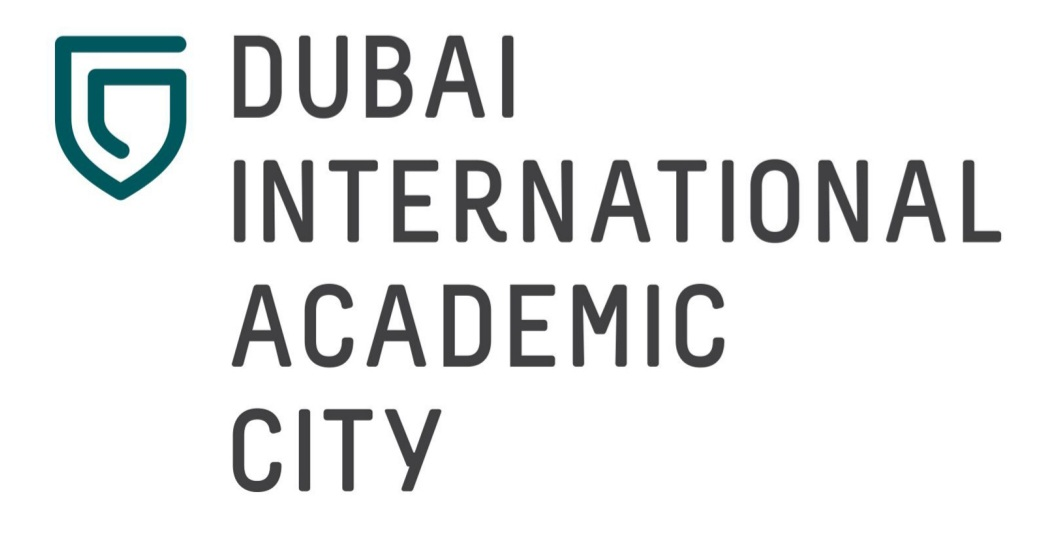
Logo DIAC.

Ciudad Académica Internacional de Dubái (DIAC), es el desarrollo de nuevos actualmente en construcción, cerca de Al Ruwayyah a lo largo de la Dubai-Al Ain Road. DIAC se encuentra dentro de Dubai Academic City que se extienden sobre un área de 129 millones de pies cuadrados, y el desarrollo está programado para ser completado por 2012. El proyecto se inició en mayo de 2006 el objetivo de DIAC es ser una base para escuelas, universidades y. En 2015, se espero contar con 40.000  estudiantes